# プセフォデルマ
プセフォデルマ (Psephoderma) は三畳紀中-後期に生息していた板歯目の一種。カメに姿は似ているが近縁ではない。イタリア北部のノリアン階・レーティアン階の累層から1種が出土しているほか、イギリス・中東からそれぞれ1種が知られている。

## 形態
全長は1.2メートルほどで、ヘノドゥス同様、カメのような甲羅を形成していた。ただし、ヘノドゥスとは違い、甲羅は2枚存在していた。尾は長く、最大で体の2倍、最低で体と同程度あったと見られている。また、水中に適応するべくオール状に進化させた脚、とがった顎をもっている点も特徴の1つである（ヘノドゥスは逆に口先が広がっている）。
背甲に3列の隆起があることで、他属と区別できる。

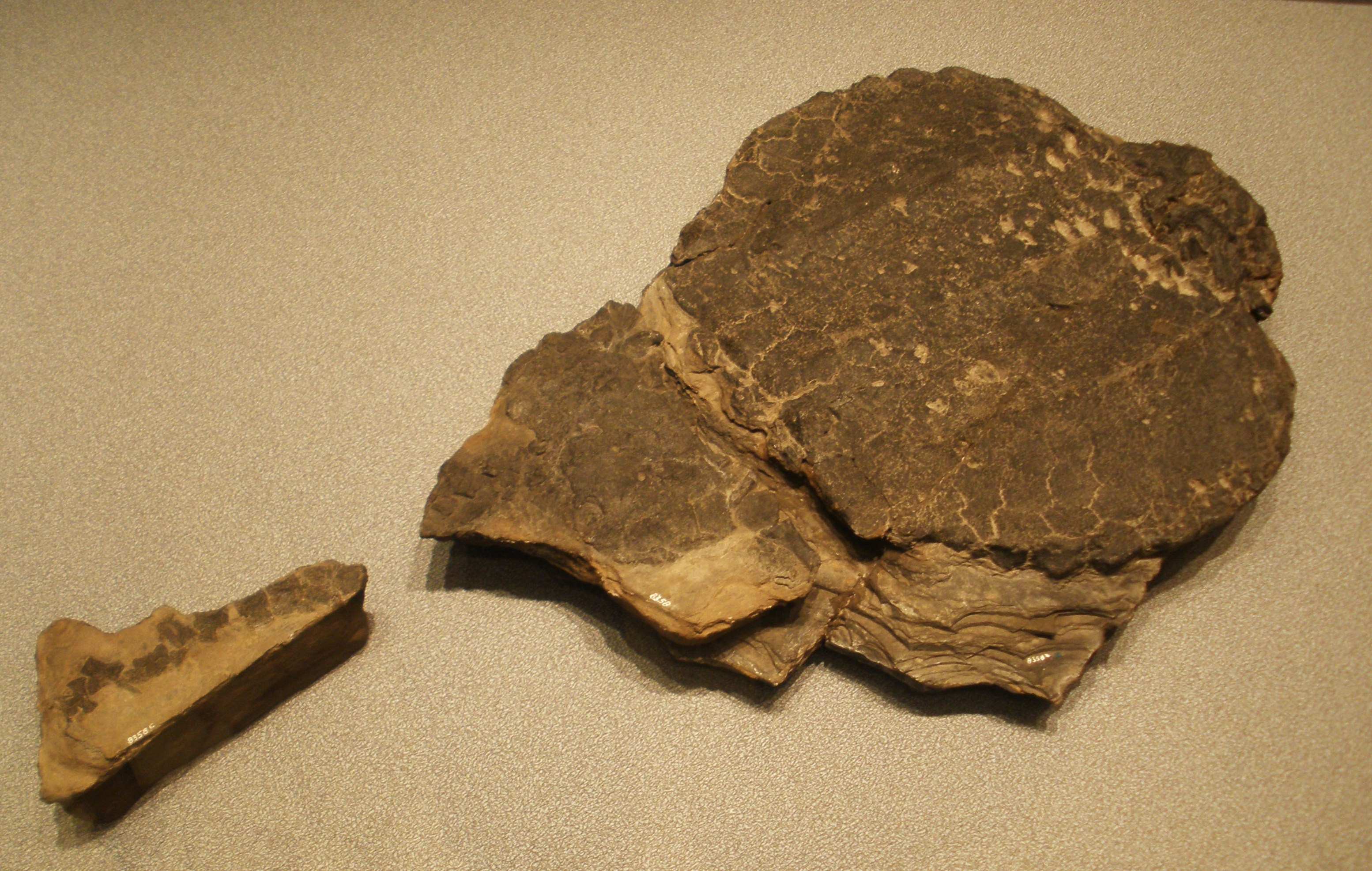
背甲
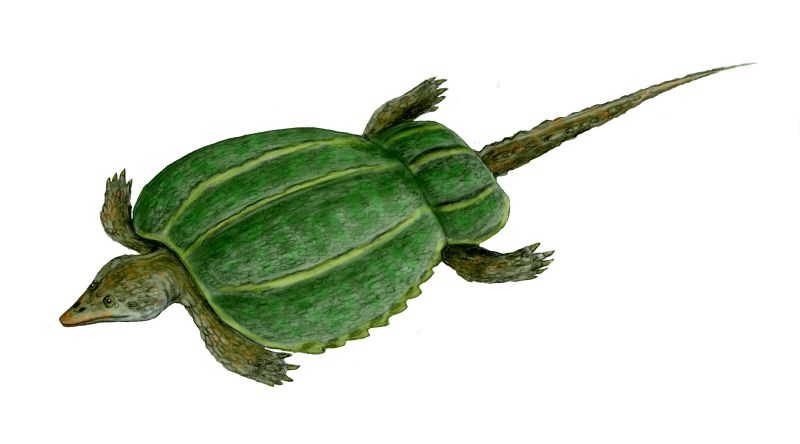
復元図